# Johann Hürlimann (Künstler)

Gabriel Lory: Schwingen – Stich von Hürlimann

Johann Hürlimann (* 2. Mai 1793 in Riedikon; † 18. März 1850 in Paris) war ein Schweizer Bildender Künstler und Kupferstecher.
Johann Hürlimann erhielt seine Ausbildung zunächst in Zürich und Bern, lebte aber von 1826 bis 1829 in Neuchâtel. Anschliessend wechselte er 1829 nach Paris, wo er heiratete und dann bis zu seinem Tod lebte. Hürlimann beschäftigte sich vornehmlich mit Aquatinta-Technik. Stilistisch wurde er von Franz Hegi beeinflusst.